# 新场川王宫
新场川王宫位于中国四川省成都市大邑县新场镇虎跳河畔，始建于明朝，现有建筑皆重建于1926年，是一处纪念“川王”李冰的川主信仰寺庙建筑。新场川王宫采用了巴蜀特色的穿斗建筑营造手法，是川西地区近代木构寺庙建筑的珍贵实例。
2007年6月1日公佈為四川省第七批文物保護單位。2013年3月5日列為第七批全國重點文物保護單位。